# Epizeuxis surrectalis
Epizeuxis surrectalis är en fjärilsart som beskrevs av Walker 1859. Epizeuxis surrectalis ingår i släktet Epizeuxis och familjen nattflyn. Inga underarter finns listade i Catalogue of Life.